# Dr. Seuss
Theodor Seuss Geisel (2. března 1904, Springfield, Massachusetts – 24. září 1991, San Diego, Kalifornie) byl americký autor knih pro děti a karikaturista píšící pod pseudonymem Dr. Seuss. Vydal celkem 46 dětských knih, mnoho z nich bylo zfilmováno, dvakrát získal cenu Lewis Carroll Shelf Award. Bylo prodáno více než 600 milionů výtisků jeho knih, které byly přeloženy do více než 20 jazyků.
Pseudonym Dr. Seuss začal Geisel používat při studiu na Darthmouth College v Hanoveru a Lincoln College v Oxfordu. Poté, co v roce 1927 Oxford opustil, začal živit se jako ilustátor a karikaturista pro magazíny Vanity Fair, Life a mnoho dalších. Působil také jako ilustrátor reklamních kampaní či jako politický karikaturista pro newyorské noviny PM. Svou první knihu And to Think That I Saw It on Mulberry Street vydal v roce 1937. Za druhé světové války se přestal věnovat dětské literatuře a zaměřil se na politické karikatury a práci pro oddělení animace a filmu Armády Spojených států amerických.
Po válce se opět začal soustředit na dětskou literaturu a vydal několik svých nejznámějších knih, například, The Cat in the Hat (1957, česky: Kocour v klobouku), How the Grinch Stole Christmas! (1957, česky: Jak Grinch ukradl Vánoce!), Green Eggs and Ham (1960), One Fish, Two Fish, Red Fish, Blue Fish (1960) a Oh, the Places You'll Go! (1990).

## Život

### Dětství a mládí
Geisel se narodil a vyrostl ve městě Springfield ve státě Massachusetts. Jeho rodiči byli Henrietta Geiselová (rozená Seussová) a Theodor Robert Geisel. Vyrůstal poblíž ulice Mulberry Street, kterou proslavila jeho první kniha And to Think That I Saw It on Mulberry Street. Jelikož jeho rodina pocházela z Německa, musel Geisel společně se svou sestrou Marnie po začátku první světové války čelit předsudkům ostatních dětí vůči svému původu. Byl vychován v duchu Luterské církve – Missourská synoda a členem této denominace byl po celý život.
Studoval na Darthmouth College, kde se stal šéfredaktorem humoristického časopisu  Dartmouth Jack-O-Lantern. Tuto pozici byl však nucen oficiálně opustit poté, co byl s několika přáteli přistižen, jak v soukromí popíjí gin, přestože v Americe panovala přísná prohibice. Geisel i přesto v časopise nadále pracoval, ale aby na to nepřišlo vedení školy, začal psát pod pseudonymem "Seuss". V psaní ho podporoval jeho profesor rétoriky W. Benfield Pressey, který byl na škole Geiselovi "při psaní velkou inspirací".
Po ukončení studia na Darthmouth College v roce 1925 nastoupil Geisel na Lincoln College v Oxfordu, kde měl v plánu získat doktorát (Ph.D.) v oboru Anglická literatura. V Oxfordu se seznámil se svou budoucí manželkou Helen Palmerovou, která ho přesvědčila, aby se vzdal kariéry učitele angličtiny ve prospěch kariéry ilustrátora.

### Počátky kariéry
Geisel studium na Lincoln College nedokočil a po návratu do Spojených států v únoru 1927 začal zasílat své texty a kresby redakcím časopisů, nakladatelům a reklamním agenturám. Jeho první celostátně publikovaná karikatura se objevila v časopise The Saturday Evening Post 16. července 1927. Tento úspěch Geisela motivoval, aby se přestěhoval ze Springfieldu do New Yorku. Ke konci roku 1927 přijal práci v humoristickém magazínu Judge, kde publikoval svůj první text pod pseudonymem Dr. Seuss.
Na začátku roku 1928 Geisel v jedné ze svých karikatur pro magazín Judge zmínil tehdy velice populární sprej proti hmyzu Flit, který vyráběla společnost Standard Oil of New Jersey, což mu zajistilo práci na kampani k propagaci Flitu, díky které se Geisel dostal do povědomí společnosti. To mu zajistilo příležitost vytvářet kampaně na další produkty společnosti Standard Oil a získal zakázky i u jiných společností, např. Ford Motor Company či rádia NBC.
Peníze, které se si Geisel vydělal tvořením reklamních kampaní a prací pro časopisy, mu umožnily přestěhovat se se ženou do lepší čtvrti a scházet se s lidmi z vyšších společenských vrstev. Theodor a Helen Geiselovi neměli děti, neměli fixní pracovní dobu a měli dost peněz, což jim umožnilo často cestovat. Do roku 1936 společně procestovali 30 zemí. Geisel tvrdil, že si cestováním rozvíjí svou kreativní stránku.
První kniha, kterou ilustroval, vyšla v roce 1931 a nesla název Boners. Byla to kniha vtipů pro děti. Kniha se dostala na první místo seznamu non-fiction bestsellerů publikovaném The New York Times. Tento úspěch vedl k vydání druhého dílu More Boners, který také vyšel v roce 1931. Geisela úspěch knihy povzbudil k tomu, aby napsal a ilustroval slabikář, ve kterém vystupovala "velmi zvláštní zvířata". Kniha však u nakladatelů neuspěla.

### Tvorba za druhé světové války
Po začátku druhé světové války v USA se Geisel začal věnovat politickým karikaturám, kterých za dva roky práce na pozici politického karikaturisty pro newyorský levicově orientovaný deník PM nakreslil více než 400. Ve svých karikaturách, které byly později publikovány v knize Dr. Seuss Goes to War, odsuzoval Adolfa Hitlera a Benita Mussoliniho a kritizoval izolacionisty, jako například Charlese Lindbergha, který nesouhlasil se vstupem Spojených států do války. Jedna z karikatur vyobrazovala Američany japonského původu, kteří při čekání na "znamení z domova" dostali do ruky TNT, zatímco jiné kritizují americký rasismus vůči Židům a Afroameričanům, který podrýval americké válečné úsilí. Geisel ve svých karikaturách často podporoval způsob, jakým prezident Roosevelt válku zvládal. Také v nich vyzýval k podpoře válečného úsilí častými útoky na Kongres (zejména Republikánskou stranu), tisk (například, New York Daily News, Chicago Tribune a Washington Times-Herald) a další osoby, které nepodporovaly Rooseveltovy postupy, nesouhlasily s pomocí Sovětskému svazu, schvalovaly vyšetřování podezřelých komunistů či vyjadřovaly jiné názory, které podle Geisela vedly k nejednotě a úmyslně nebo neúmyslně pomáhaly nacistům.
V roce 1942 začal Geisel podporovat válečné úsilí Spojených států přímo. Nejprve kreslil plakáty pro Ministerstvo financí Spojených států amerických a War Production Board (Rada pro válečnou výrobu). Poté v roce 1943 nastoupil do Armády Spojených států amerických, kde byl velitelem oddělení Animation Department of the First Motion Picture Unit (Oddělení animace první filmové jednotky) v letectvu Spojených států . Jeho úkolem bylo psát filmy, mezi které se řadí, například, Your Job in Germany (propagandistický film z roku 1945 o míru, který nastal v Evropě po konci války), Our Job in Japan a Private Snafu (série filmů o armádním výcviku). Film Our Job in Japan posloužil jako inspirace pro oscarový dokument o japonské kultuře Design of Death (1947). Jeden z Geiselových válečných animovaných filmů Gerald McBoing-Boing (1950) získal Cenu Akademie v kategorii Nejlepší krátký animovaný film. V průběhu svého působení v armádě obdržel americké státní vyznamenání Legion of Merit.

### Poválečná tvorba
Po válce se Geisel s manželkou přestěhoval do komunity La Jolla v kalifornském San Diegu, kde se opět začal věnovat dětské literatuře. V Severní Americe většinu jeho knih vydávalo nakladatelství Random House a ve zbytku světa nakladatelství William Collins, Sons (později známé jako HarperCollins).
V květnu 1954 publikoval týdeník Life zprávu o negramotnosti dětí školního věku, ve které se psalo, že děti nemají zájem o čtení, protože jsou knihy pro děti a mládež příliš nudné. V návaznosti na tuto zprávu sestavil William Ellsworth Spaulding, ředitel oddělení vzdělávání v americkém nakladatelství Houghton Mifflin, seznam 348 slov, která se mu zdála pro děti předškolního věku důležitá. Poté poprosil Geisela, aby seznam zkrátil na 250 slov, která potom použije k napsání své knihy. Vyzval ho, aby "opět napsal knihu, od které se děti nebudou moci odtrhnout". O devět měsíců později Geisel vydal příběh Kocour v klobouku obsahující 236 z 250 jemu zadaných slov. Tato kniha si zachovala ilustrace, verše a představivost Geiselových předešlých děl, avšak její zjednodušená slovní zásoba zpřístupnila jeho tvorbu i začínajícím čtenářům. Kocour v klobouku a další knihy pro děti napsané po jeho vydání dosáhly mezinárodní popularity a spousta z nich je oblíbená dodnes. Například, v roce 2009 bylo v USA prodáno 540 000 výtisků knihy Green Eggs and Ham, 452 000 výtisků Kocoura v klobouku a 409 000 výtisků One Fish, Two Fish, Red Fish, Blue Fish. Všechny tyto knihy v té době předstihly v prodeji většinu nově vydaných dětských knih.
V roce 1955 mu byl na Darthmouth College udělen čestný doktorát v oboru humanitních věd, který z důvodu nemoci své ženy přijal až v roce 1956.
Helen Geiselová byla dlouhodobě nemocná a 23. října 1967 spáchala sebevraždu. 21. června 1968, osm měsíců po smrti své ženy, se Geisel znovu oženil se svou údajnou milenkou Audrey Dimondovou. Přestože se většinu svého života věnoval literatuře pro děti, sám žádné děti neměl. Audrey o Geiselovi řekla, že "bez dětí žil celý život a byl bez nich šťastný".
Geisel za svůj život získal ještě jeden čestný doktorát a to z Whittier College, kde v roce 1980 opět obdržel čestný titul doktora humanitních věd. V roce 1980 mu byla také udělena medaile Laury Ingalls Wilderové (dnes pod názvem Children’s Literature Legacy Award) za "významný a dlouhodobý přínos dětské literatuře", která byla v té době udělována každých pět let. V roce 1984 Geisel vyhrál speciální Pulitzerovu cenu za svůj "téměř padesátiletý přínos ke vzdělání a zábavě amerických dětí i jejich rodičů".

### Nemoc, smrt a posmrtné pocty
Geisel zemřel 24. září 1991 ve věku 87 let ve svém domě v komunitě La Jolla na rakovinu. Jeho ostatky byly rozprášeny do Tichého oceánu. Dne 1. prosince 1995, čtyři roky po jeho smrti, po něm byla pojmenována budova univerzitní knihovny Kalifornské univerzity v San Diegu, jako pocta za Geiselovy a Audreyiny štědré příspěvky na podporu knihovny a jejich zapálení pro zlepšení gramotnosti.
V roce 2002 byla v massachusettském Springfieldu otevřena zahrada soch Dr. Seuss National Memorial Sculpture Garden, kde se nachází mnoho soch Geiselových postav. Vedle této zahrady bylo v roce 2017 otevřeno muzeum jménem Amazing World of Dr. Seuss Museum.
V roce 2004 založila Association for Library Service to Children (Asociace pro knihovnické služby dětem, oddělení Asociace amerických knihoven), cenu Theodor Seuss Geisel Award, která se uděluje "nejvýznamnější americké knize pro začínající čtenáře vydané v angličtině ve Spojených státech v předešlém roce". Záměr za založením tohoto ocenění byl "projevit kreativitu a představivost a tím děti vést k četbě". V roce 2008 byl Geisel uveden do Kalifornské síně slávy. Dne 4. dubna 2012 byla Darthmouth Medical School přejmenována na Audrey and Theodor Geisel School of Medicine, jako poděkování za spoustu let podpory.
Geisel má pod svým pseudonymem Dr. Seuss hvězdu na Hollywoodském chodníku slávy a v roce 2012 po něm byl pojmenován kráter na Merkuru.

## Politické názory

Geislova karikatura z roku 1942, nazývající Američany japonského původu pátou kolonou.

Geisel byl liberální demokrat a zastánce politiky prezidenta Franklina D. Roosevelta a jeho reforem New Deal. Ve svých prvních politických karikaturách vyjadřoval svůj odpor vůči fašismu jak před vstupem Spojených států do druhé světové války, tak i po něm. Jeho karikatury vykreslovaly strach z komunismu jako přehnaný a upozorňoval na to, že daleko větší hrozbou je Výbor pro neamerickou činnost a ti, kteří vyhrožovali, že odstřihnou SSSR a Stalina od americké podpory. Stalina Geisel v jedné své karikatuře vyobrazil jako portýra, který nese "naši (pozn. americkou) válečnou zátěž".
Geisel také v průběhu druhé světové války podporoval internaci Američanů japonského původu, aby se předešlo možné sabotáži.
Po válce Geisel překonal svou nenávist a přehodnotil svůj názor na Japonce, což se odráží v jeho knize Horton Hears a Who! (1954), která je alegorií na poválečnou spojeneckou okupaci Japonska. Knihu také věnoval svému japonskému příteli.
Kniha Horton Hears a Who! byla také zdrojem další kontroverze, když byl jeden z veršů z této knihy, konkrétně "na velikosti nezáleží, uvnitř je každá bytost stejná", použit jako jeden ze sloganů amerického hnutí pro-life. Geisel a později i jeho druhá manželka Audrey však s tímto použitím nesouhlasili. Podle slov právníka Audrey "neměla ráda, když lidé zneužívali postavy Dr. Seusse k propagaci svých názorů". Dle Geiselova životopisce v roce 1980 Geisel hrozil jedné protipotratové skupině žalobou, protože použili zmíněný verš na svých propagačních předmětech. Skupina poté slogan odstranila.
Geisel také pomocí své knihy Marvin K. Mooney Will You Please Go Now! kritizoval prezidenta Richarda Nixona tak, že před koncem aféry Watergate (1972–1974), kvůli které byl prezident donucen rezignovat, v knize nahradil jméno hlavní postavy jménem prezidenta – "Richard M. Nixon, Will You Please Go Now!" ("Richarde M. Nixone, můžete už odejít!").

### Politické názory v jeho dětských knihách
Geisel své dětské knihy psal tak, aby nemoralizovaly, protože dle jeho názoru "děti cítí moralizování na míle daleko". Avšak psaní o sociálních a politických problémech se nebránil, říkal, že "v každém příběhu se najde nějaké morální ponaučení".
Ve svých knihách vyjádřil své názory na širokou škálu problémů: The Lorax (1971) – environmentalismus a antikonzumerismus, The Sneetches (1961) – rasová rovnoprávnost, The Butter Battle Book (1984) – závody ve zbrojení, Yertle the Turtle (1958) – Adolf Hitler a anti-autoritarismus, Jak Grinch ukradl Vánoce! (1957) – materialismus a konzumerismus Vánoc, Horton Hears a Who! (1954) – anti-isolacionismus a internacionalismus.

### Knihy stažené z prodeje
V roce 2021 bylo v USA zakázáno a staženo z prodeje šest jeho knih s odůvodněním, že "knihy zobrazují lidi způsobem, který je urážlivý a špatný". Konkrétně se jedná o knihy And to Think That I Saw It on Mulberry Street, If I Ran the Zoo, McElligot's Pool, On Beyond Zebra!, Scrambled Eggs Super! a The Cat's Quizzer.

## Dílo
Geisel napsal v průběhu své dlouholeté kariéry více než 60 knih. Většinu z nich vydal pod pseudonymem Dr. Seuss, více než 12 knih napsal pod jménem Theo LeSieg a jednu jako Rosetta Stone. V roce 2000 publikoval týdeník Publishers Weekly seznam nejlépe prodávaných dětských knih všech dob, přičemž ze 100 knih, které byly vydány v pevné vazbě, bylo 16 napsáno právě Geiselem, například, kniha Green Eggs and Ham se umístila na 4. místě, The Cat in the Hat na 9. místě a One Fish, Two Fish, Red Fish, Blue Fish na 13. místě.

### Vybraná díla
- And to Think That I Saw It on Mulberry Street (1937)
- Horton Hears a Who (1954)
- The Cat in the Hat (1957) – do češtiny přeloženo v roce 2019 Alenou Snelling jako Kocour v klobouku
- How the Grinch Stole Christmas! (1957) – do češtiny přeloženo v roce 2018 Alenou Snelling jako Jak Grinch ukradl Vánoce!
- One Fish, Two Fish, Red Fish, Blue Fish (1960)
- Green Eggs and Ham (1960)
- The Lorax (1971)
- Oh, the Places You’ll Go! (1990)

## Filmy inspirované jeho díly
| Rok  | Film   | Režie                        | Scénář                         | Distributor        |
| ---- | ------ | ---------------------------- | ------------------------------ | ------------------ |
| 2000 | Grinch | Ron Howard                   | Jeffrey Price, Peter S. Seaman | Universal Pictures |
| 2003 | Kocour | Bo Welch                     | David Mandel, Jeff Schaffer    | Universal Pictures |
| 2008 | Horton | Steve Martino, Jimmy Hayward | Cinco Paul, Jeff Siergey       | 20th Century Fox   |
| 2012 | Lorax  | Chris Renaud, Kyle Balda     | Ken Daurio, Cinco Paul         | Universal Pictures |